# Tábor (Velké Heraltice)

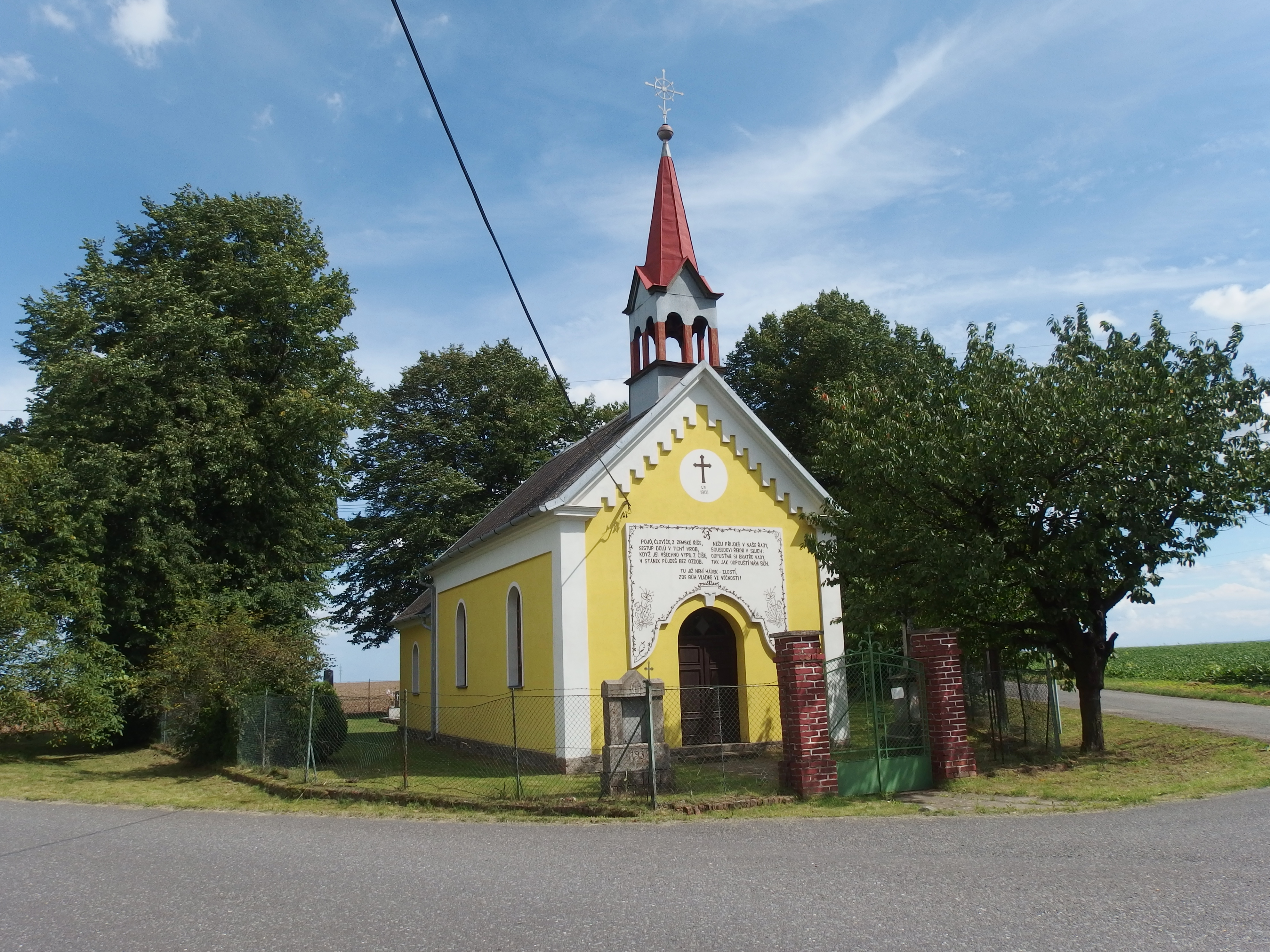
Kapelle Mariä Himmelfahrt

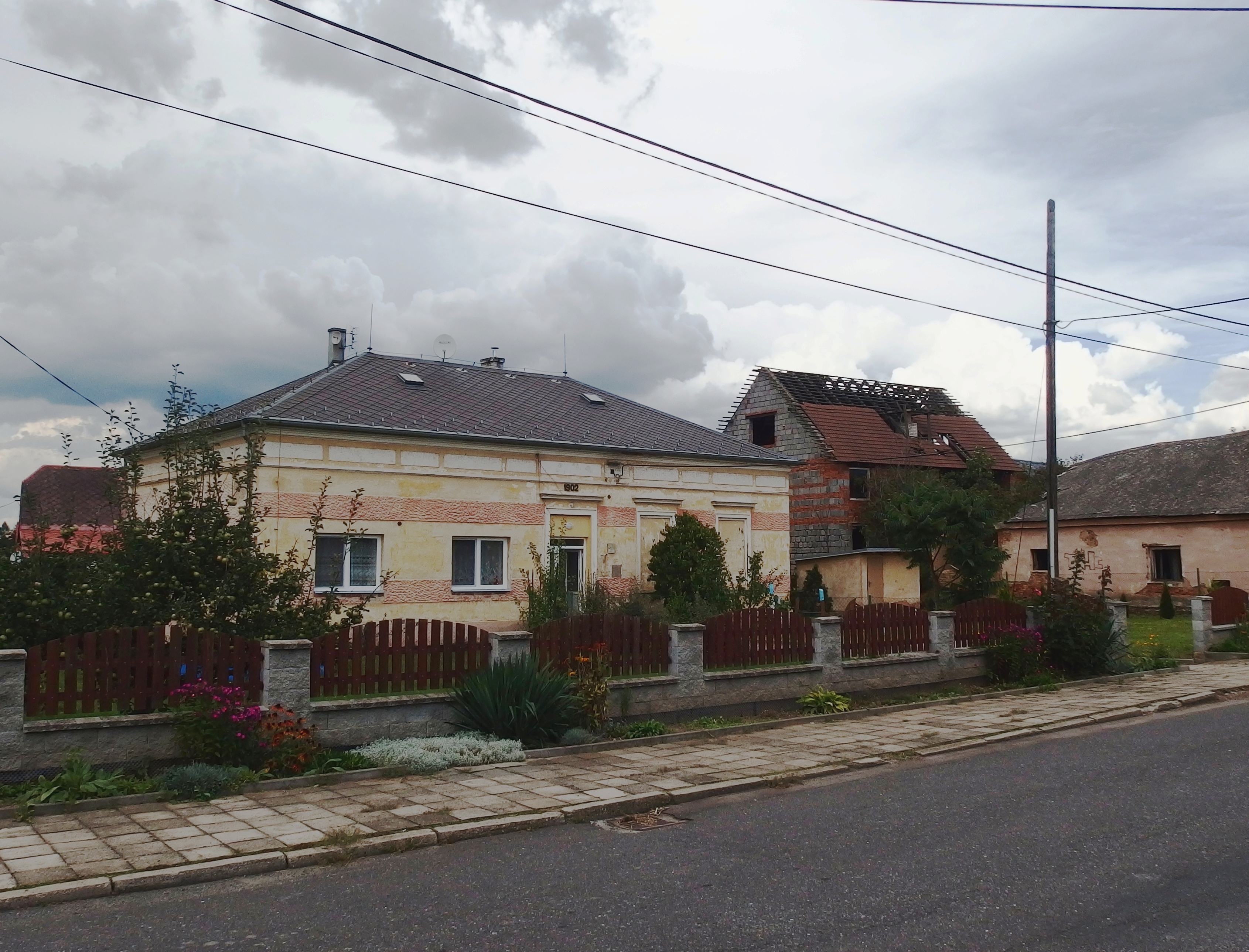
Ehemalige Schule

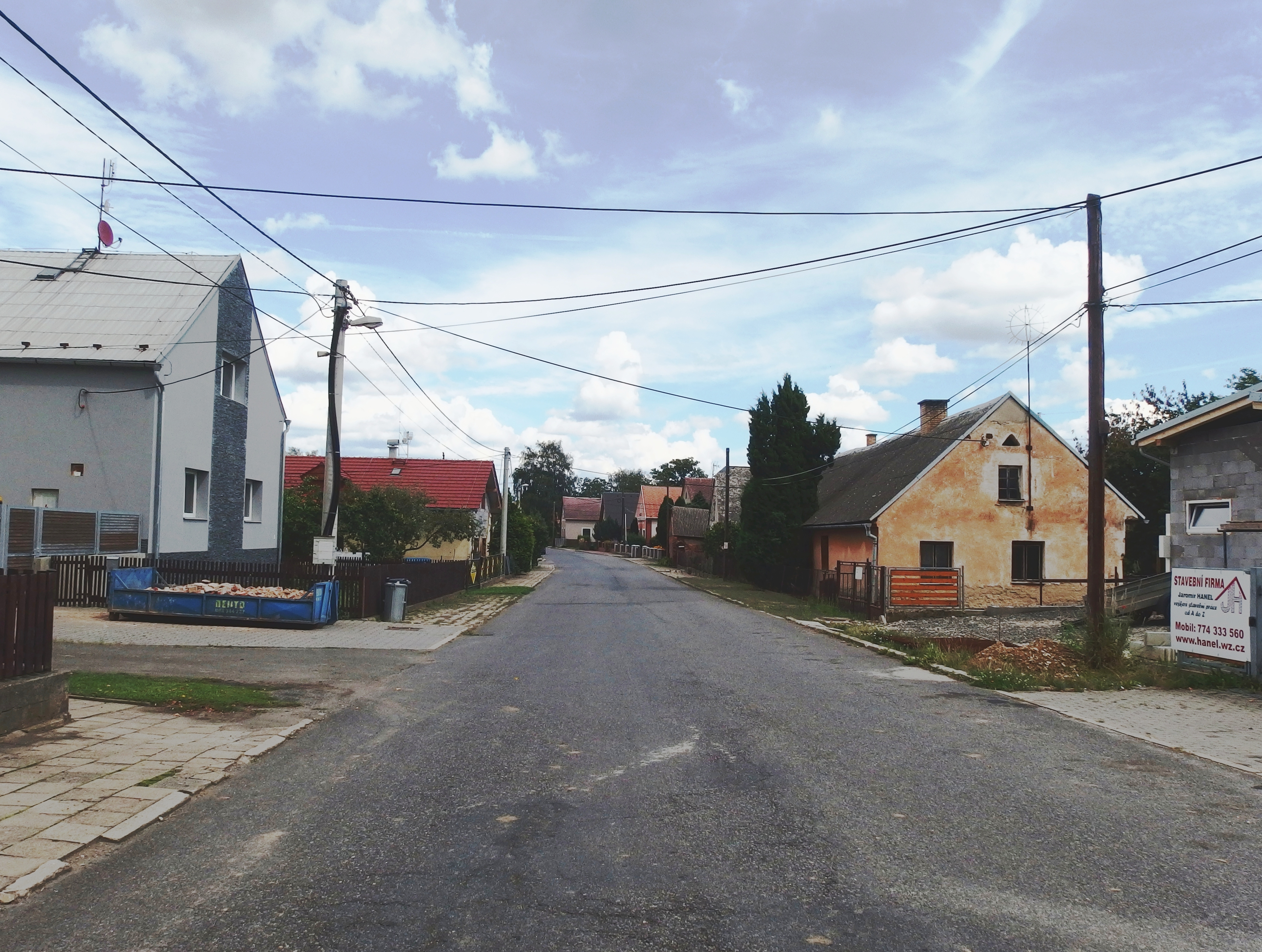
Dorfstraße

Tábor (deutsch Tabor) ist ein Ortsteil der Gemeinde Velké Heraltice in Tschechien. Er liegt 13 Kilometer nordwestlich von Opava (Troppau) und gehört zum Okres Opava.

## Geographie
Das Straßendorf Tábor befindet sich auf einer Hochfläche am Rande der Brantická vrchovina (Bransdorfer Hügelland). Gegen Norden fließt der Bach Hořina (Horzina). Südöstlich erhebt sich die Hůrka (Horkaberg, 355 m. n.m.), im Südwesten die Světlá (436 m. n.m.).
Nachbarorte sind Brumovice (Braunsdorf) und Pustý Mlýn (Wüstemühl) im Norden, Skrochovice (Skrochowitz) und Wysoka (Waissak) im Nordosten, Loděnice (Lodnitz) im Osten, Štemplovec (Stremplowitz) und Kamenec (Kamenz) im Südosten, Nevrlovo (Marx) und Sádek (Zattig) im Süden, Velké Heraltice (Großherrlitz), Hůrky (Horken) und Malé Heraltice (Kleinherrlitz) im Südwesten, Sosnová (Zossen) und Lichnov (Lichten) im Westen sowie Kolná (Jagdhase), Úblo (Aubeln) und Pocheň (Pochmühl) im Nordwesten.

## Geschichte
Das Dorf Tabor wurde im 17. Jahrhundert auf den Fluren des Gutes Lodnitz gegründet. Zu den Grundherren gehörten u. a. Joseph von Frobel und Karl Ritter von Töpfer; letzterer veräußerte das Gut 1812 an Anna Maria Gräfin von Sedlnitzky. 
Im Jahre 1835 bestand Tabor aus einem Meierhof mit Schäferei sowie 25 ärmlichen Holzhäusern. Das Dorf hatte 200 katholische Einwohner, die vom Ackerbau und Tagelohn lebten. In Tabor wurde sowohl deutsch als auch mährisch gesprochen. Pfarr- und Schulort war Neplachowitz. Von den 257 Joch Ackerland gehörten 153 Joch der Grundherrschaft Lodnitz. Das Waldgebiet Taborer Gehege, das sich westlich und nördlich des Dorfes über dem Tal der Horzina erstreckt, befand sich ebenfalls im herrschaftlichen Besitz und hatte eine Ausdehnung von 136 Joch. Bis zur Mitte des 19. Jahrhunderts blieb Tabor dem Gut Lodnitz untertänig. 
Nach der Aufhebung der Patrimonialherrschaften bildete Tabor ab 1849 einen Ortsteil der Gemeinde Lodnitz im Gerichtsbezirk Troppau. Ab 1869 gehörte Tabor / Tábor zum Bezirk Troppau. Zu dieser Zeit hatte das Dorf 161 Einwohner und bestand aus 25 Häusern. Im Jahre 1900 lebten in Tabor 180 Personen, 1910 waren es 172. 1920 löste sich Tabor von Lodnitz los und bildete eine eigene Gemeinde. Beim Zensus von 1921 lebten in den 34 Häusern von Tabor / Tábor 179 Personen, darunter 143 Deutsche und 22 Tschechen. Im Jahre 1930 bestand Tabor aus 39 Häusern und hatte 182 Einwohner; 1939 waren es 194. Nach dem Münchner Abkommen wurde die Gemeinde 1938 dem Deutschen Reich zugesprochen und gehörte bis 1945 zum Landkreis Troppau. Nach dem Ende des Zweiten Weltkrieges kam Tábor zur Tschechoslowakei zurück, die deutschsprachige Bevölkerung wurde größtenteils vertrieben. Im Jahre 1950 hatte die Gemeinde 136 Einwohner; 1970 waren es 125 Einwohner. 1976 wurde Tábor nach Holasovice eingemeindet. Am 24. November 1990 löste sich Tábor wieder von Holasovice los und bildete eine eigene Gemeinde. Mit Beginn des Jahres 1999 wurde Tábor nach Velké Heraltice eingemeindet. Beim Zensus von 2011 lebten in den 32 Häusern von Tábor 66 Personen.

## Ortsgliederung
Der Ortsteil Tábor bildet den Katastralbezirk Tábor ve Slezsku.

## Sehenswürdigkeiten
- Friedhofskapelle Mariä Himmelfahrt, am östlichen Ortsausgang, errichtet 1908
- Steinernes Kreuz mit deutscher Inschrift, neben dem Spritzenhaus
- Ehemaliges Schulhaus

## Söhne und Töchter des Ortes
- Wilhelm Gebauer (1882–1972), österreichischer Feldmarschallleutnant